# جاده برقی
جاده برقی (انگلیسی: Electric road)

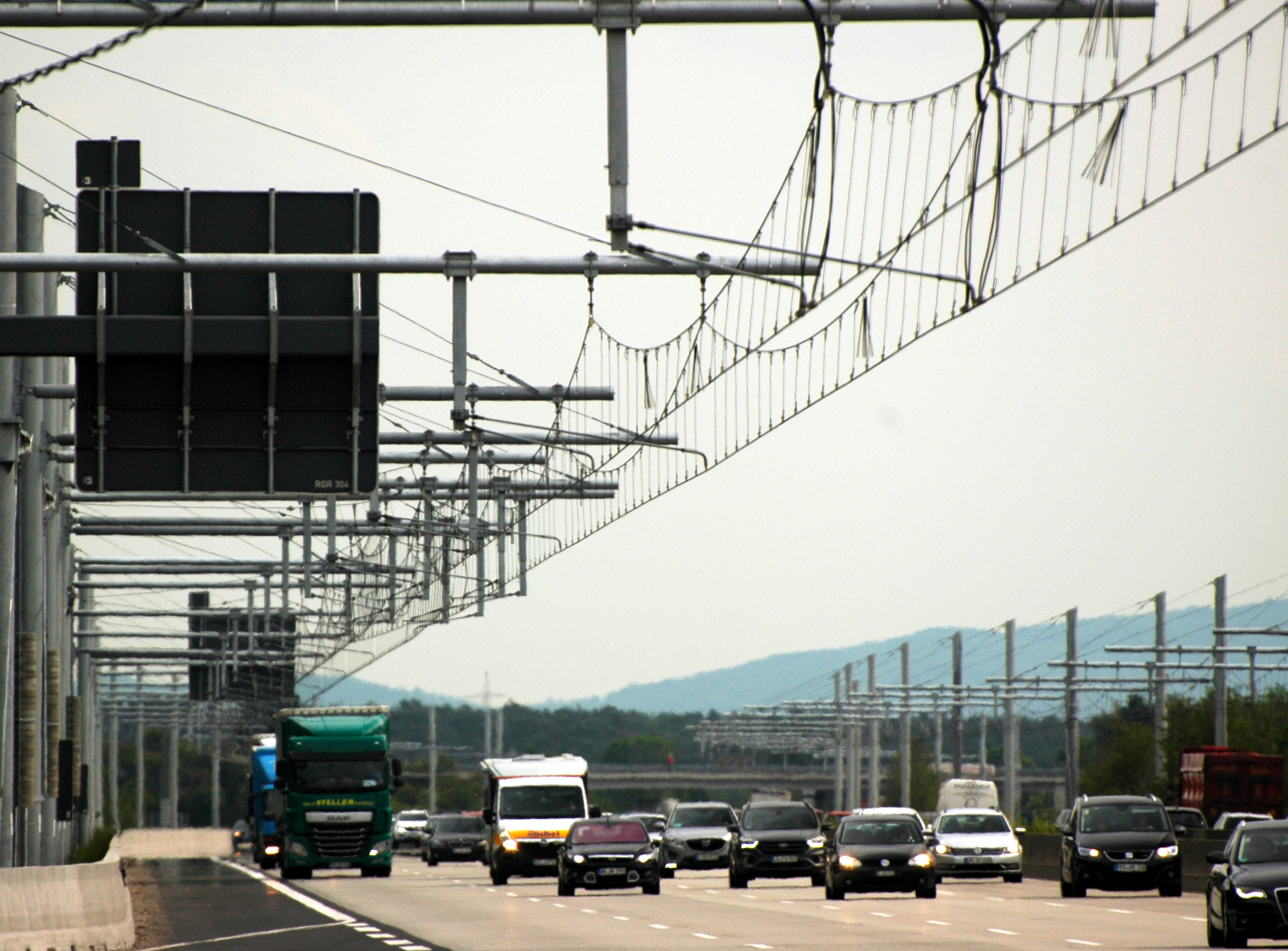
جاده برقی در فرانکفورت آلمان

به جاده‌هایی گفته می‌شود که به ماشین‌آلاتی که بر روی آن گذر می‌کند برق‌رسانی می‌نماید. نمونه‌های رایج برق‌رسانی به ماشین‌آلات عبوری استفاده از سیم بالاسر و تغذیه زمینی است که از طریق رسانای حامل برق یا کوپلاژ الکتریکی در جاده‌ها انجام می‌گیرد.: 10–11 